# Mal Whitfield
Malvin Greston „Mal“ Whitfield (* 11. Oktober 1924 in Bay City, Texas; † 19. November 2015 in Washington, D.C.) war ein US-amerikanischer Sprinter und Mittelstreckenläufer, der 1948 und 1952 Olympiasieger wurde.

## Karriere
Whitfield, auch Marvelous Mal genannt, ging 1943 zur United States Air Force. Nach dem Zweiten Weltkrieg blieb er bei der Luftwaffe, schrieb sich aber in der Ohio State University ein. Anfang der 1950er Jahre nahm er auch am Koreakrieg teil.
Bei den Olympischen Spielen 1948 in London gewann er die Bronzemedaille im 400-Meter-Lauf, hinter den beiden Jamaikanern Arthur Wint und Herb McKenley, die Goldmedaille im 800-Meter-Lauf vor Arthur Wint und dem Franzosen Marcel Hansenne sowie die Mannschafts-Goldmedaille in der 4-mal-400-Meter-Staffel zusammen mit seinen Teamkollegen Arthur Harnden, Cliff Bourland und Roy Cochran, vor den Teams aus Frankreich und Schweden.
1951 siegte er bei den Panamerikanischen Spielen in Buenos Aires über 400 Meter, 800 Meter und in der 4-mal-400-Meter-Staffel.
Bei den Olympischen Spielen 1952 in Helsinki konnte er über 800 Meter seinen Erfolg wiederholen und gewann die Goldmedaille vor Arthur Wint und dem Deutschen Heinz Ulzheimer sowie die Mannschafts-Silbermedaille in der 4-mal-400-Meter-Staffel zusammen mit seinen Teamkollegen Ollie Matson, Gene Cole und Charles Moore, hinter dem Team aus Jamaika und vor dem Team aus Deutschland. Über 400 Meter wurde er Sechster.
Fünfmal wurde er US-Meister über 800 Meter bzw. 880 Yards (1949–1951, 1953, 1954) und einmal über 400 Meter (1952). In der Halle holte er 1953 den nationalen Titel über 600 Yards und 1954 über 1000 Yards. Für die Ohio State University startend wurde er 1948 und 1949 NCAA-Meister über 800 Meter bzw. 880 Yards.
Seinen Weltrekord über 880 Yards aus dem Jahr 1950 mit einer Zeit von 1:49,2 min verbesserte er 1952 auf 1:48,6 min. 1954 gewann er den James E. Sullivan Memorial Award, der jährlich von der Amateur Athletic Union (AAU) an den herausragendsten Amateur-Athleten verliehen wird. Er war der erste Schwarze, der diesen Preis verliehen bekam. Nach dem Abschluss seines Studiums arbeitete er für das Außenministerium der Vereinigten Staaten und war zuständig für die Führung von Sportkliniken in Afrika. Später führte er ein Trainingslager für Läufer in Äthiopien.

## Persönliche Bestzeiten
- 400 m: 45,9 s, 16. August 1953, Eskilstuna
- 800 m: 1:47,9 min, 17. Juli 1953, Turku